# Autopoiética
Autopoiética es el octavo álbum de estudio de la cantante chilenomexicana Mon Laferte, lanzado el 10 de noviembre de 2023 a través de Universal Music México.

## Antecedentes
En agosto del 2023, tras el lanzamiento de «Te juro que volveré» como primer sencillo promocional del álbum, Laferte anunció que tenía un álbum previsto para ser lanzado ese mismo año.
En el mismo mes, se lanzó «Tenochtitlán» como primer sencillo del álbum, sin anunciar aún el álbum, pero dando pistas acerca de la dirección artística del mismo. Laferte dijo “Me encantó este nuevo trabajo creativo, quería probar cosas diferentes a los álbumes anteriores. Estoy muy emocionada, yo siento que es mi mejor disco hasta ahora”.
Más tarde en octubre, Laferte anunció el nombre del álbum, siendo Autopoiética, término que viene de "Autopoiesis", acuñado por el biólogo chileno Humberto Maturana. Laferte explicó el término como:

Porque nuestras células se crean a sí mismas. En otras palabras, la vida crea vida. Todo es cíclico al final. Entonces me encantó esta idea y la llevé a lo poético: somos seres autopoiéticos, yo soy autopoiética, y tengo la capacidad de recrearme todo el tiempo, de crear este universo, mi mitología personal.

## Promoción

### Sencillos
«Te juro que volveré» se lanzó como sencillo promocional el 18 de agosto de 2023, acompañado de un visualizer. Una semana después, el 25 de agosto de 2023, «Tenochtitlán» se estrenó como el primer sencillo oficial del álbum, junto a un videoclip dirigido por Camila Grandi. 
Más adelante, el 6 de octubre, «40 y MM» fue estrenado como sencillo promocional, junto al anuncio oficial del álbum. Finalmente, el 19 de octubre «NO+SAD" fue lanzado como el segundo sencillo.

### Gira
El 4 de diciembre del mismo año, Laferte anunció su gira musical Autopoiética Tour con el objetivo de promocionar el álbum. La gira inició el 29 de febrero del 2024 y está programada para finalizar en 2025.

## Recepción crítica
Pablo Tocino, de Jenesaispop, calificó el álbum con un 8 sobre 10 y lo elogió por «poseer una magia extraña, similar a la del estado de duermevela, lo que hace que su propuesta sea arriesgada, imperfecta y, al mismo tiempo, tremendamente interesante.»
Asimismo, la revista Time incluyó a Autopoiética en su lista The Best Latin Songs and Albums of 2023, destacándolo como uno de los mejores lanzamientos del año.

## Lista de canciones
| Autopoiética |                       |                                                              |                                                                                   |          |  |
| N.º          | Título                | Escritor(es)                                                 | Productor(es)                                                                     | Duración |  |
| 1.           | «Tenochtitlán»        | Mon Laferte                                                  | Laferte, Manu Jalil                                                               | 4:13     |  |
| 2.           | «Te juro que volveré» | Laferte                                                      | Laferte, Jalil                                                                    | 3:30     |  |
| 3.           | «Préndele Fuego»      | Laferte                                                      | Laferte, Jalil, Jorge Valdés, Paola Zozaya                                        | 4:00     |  |
| 4.           | «NO+SAD»              | Laferte                                                      | Laferte, Jalil, Valdés, Zozaya Dano Martínez, Magicnelbeat, Nicolás Chávez Alzaga | 2:54     |  |
| 5.           | «Metamorfosis»        | Laferte, Esther Barria, Javiera Opazo, Manuel Alejandro Soto | Laferte, Jalil, Valdés, Zozaya                                                    | 3:10     |  |
| 6.           | «Autopoiética»        | Laferte, Soto                                                | Laferte, Jalil, Valdés, Zozaya                                                    | 2:32     |  |
| 7.           | «Block 16»            | Laferte                                                      | Laferte, Jalil, Valdés, Zozaya                                                    | 0:42     |  |
| 8.           | «Levítico 20:9»       | Laferte                                                      | Laferte, Jalil, Valdés, Zozaya                                                    | 3:10     |  |
| 9.           | «40 y MM»             | Laferte                                                      | Laferte, Jalil, Valdés, Zozaya                                                    | 3:22     |  |
| 10.          | «Pornocracia»         | Laferte, Soto                                                | Laferte, Jalil, Valdés, Zozaya                                                    | 4:23     |  |
| 11.          | «Amantes Suicidas»    | Laferte, Manu Jalil                                          | Laferte, Jalil, Valdés, Zozaya                                                    | 3:58     |  |
| 12.          | «Artículo 123»        | Laferte                                                      | Laferte, Jalil, Valdés, Zozaya                                                    | 0:33     |  |
| 13.          | «Mew Shiny»           | Laferte                                                      | Laferte, Jalil, Valdés, Zozaya                                                    | 3:54     |  |
| 14.          | «Casta Diva»          | Laferte, Vincenzo Bellini                                    | Laferte, Jalil, Valdés, Zozaya                                                    | 4:44     |  |
| Total: 45:49 |                       |                                                              |                                                                                   |          |  |

Notas
- «No+Sad»
  - es estilizada en mayúsculas.
  - contiene un sample de Los Ángeles Negros[24]
- «Casta Diva» es una reinterpretación de la ópera Norma
- «40 y MM» contiene un fragmento de la película de 1959 Hiroshima, mon amour[25]